# Keo (Arkansas)
Pour les articles homonymes, voir Keo.
Keo est un village situé dans l’État américain de l'Arkansas, dans le comté de Lonoke.

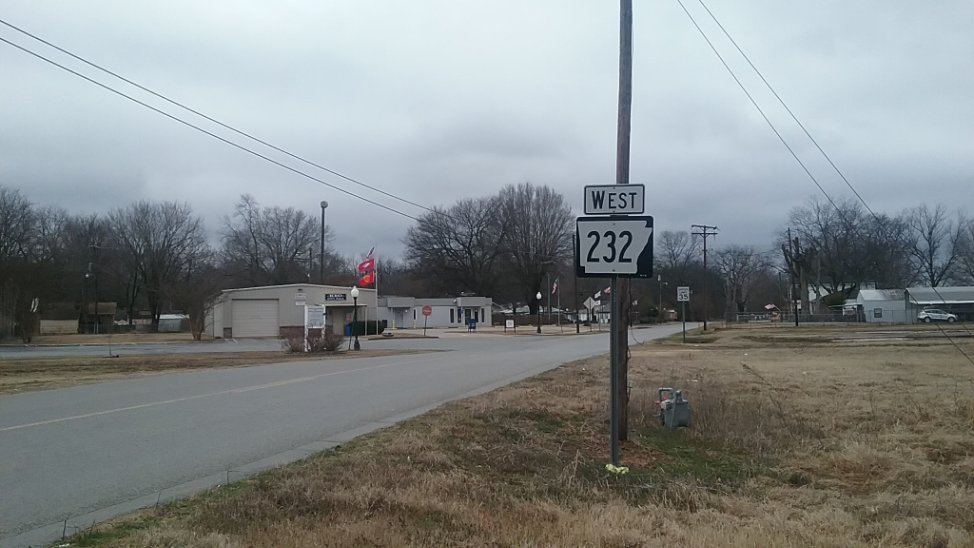
L'Arkansas State Highway 232 passe à l'ouest de Keo.